# STS Pałłada
STS Pałłada – trzymasztowy rosyjski żaglowiec szkolny (fregata) typu B810/04, Uniwersytetu Rybołówstwa we Władywostoku. Jest to czwarty rosyjski statek o nazwie Pałłada. Statek został zaprojektowany przez polskiego inżyniera Zygmunta Chorenia. Jednostka została nazwana na cześć fregaty wojennej „Pałłada”. Pałłada to po polsku Pallas Atena.
„Pałłada” jest uważana za najszybszy żaglowiec świata, ponieważ utrzymała prędkość 18,7 węzła w największej i najbardziej prestiżowej klasie A w rankingu STI - Sail Training International. Brała udział w podróży upamiętniającej 270. rocznicę rosyjskiej kolonizacji Alaski i 50. rocznicy lotu Jurija Gagarina.

## Kapitanowie
- Nikołaj Zorczenko (od 1993)
- Siergiej Tołowikow (od 2012)
- Siergiej Tołowikow (od 2013)

## Zdjęcia

STS Pałłada
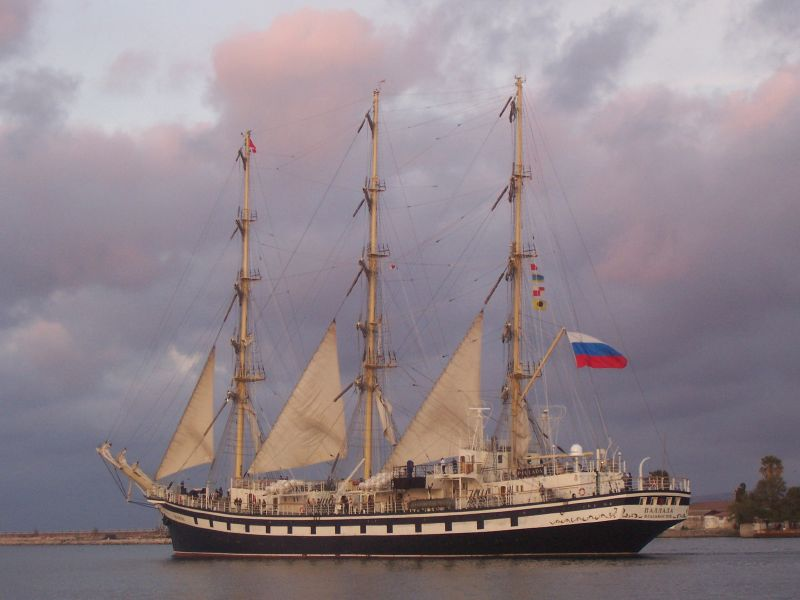
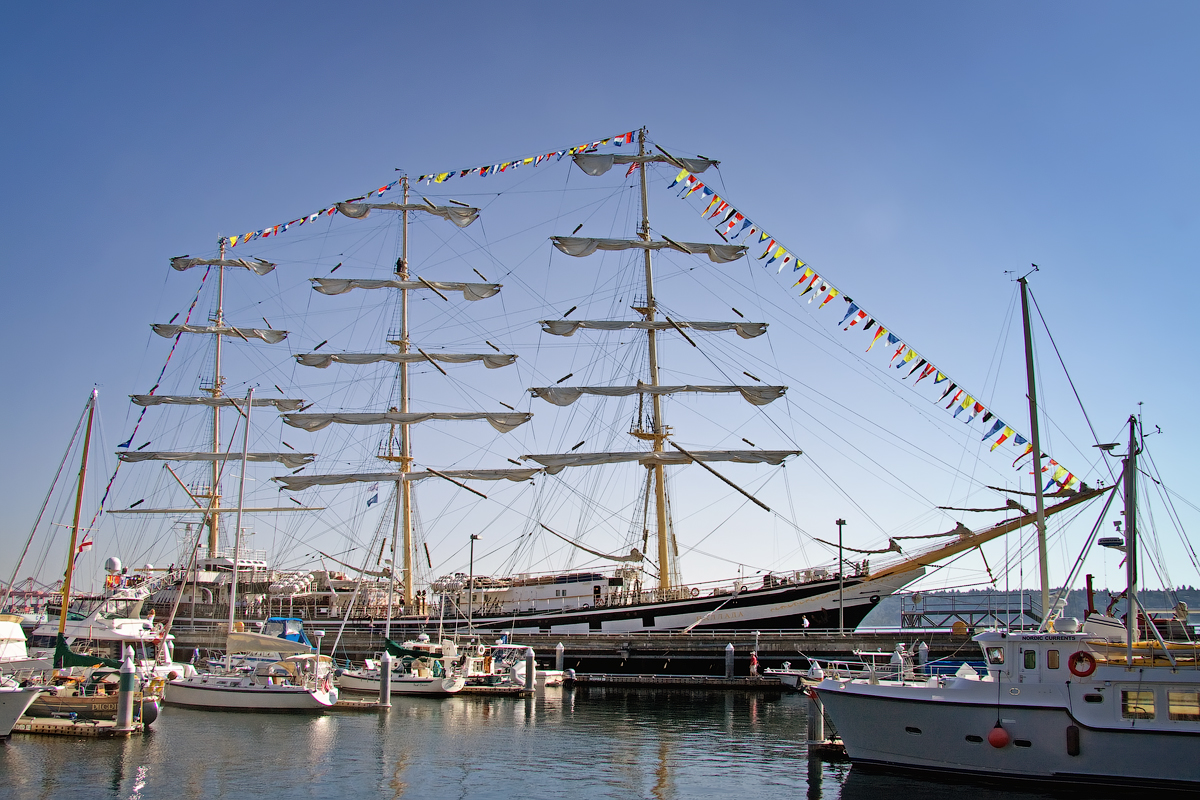
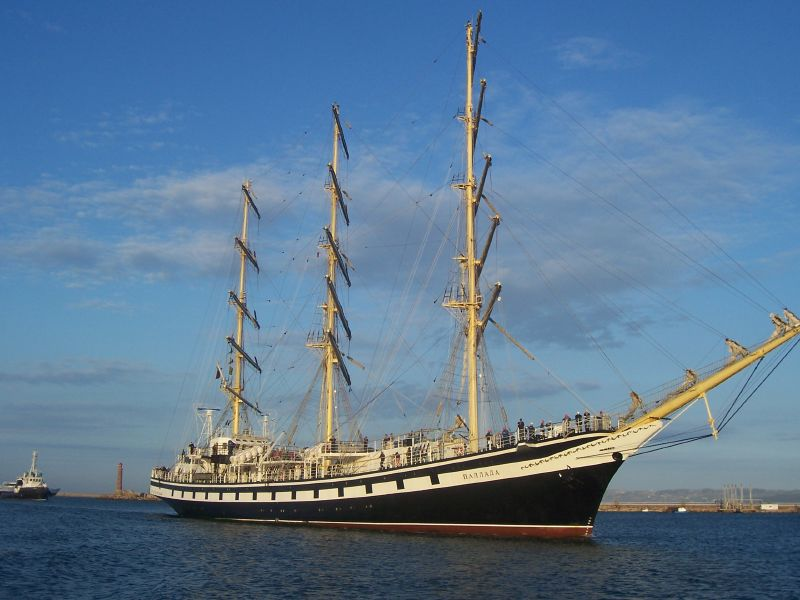
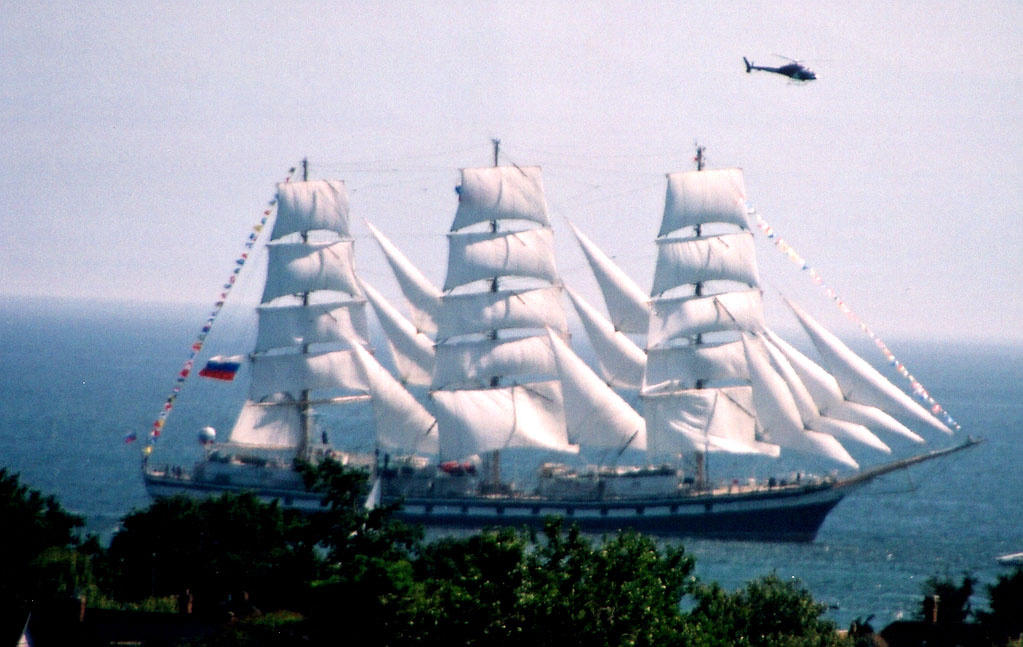
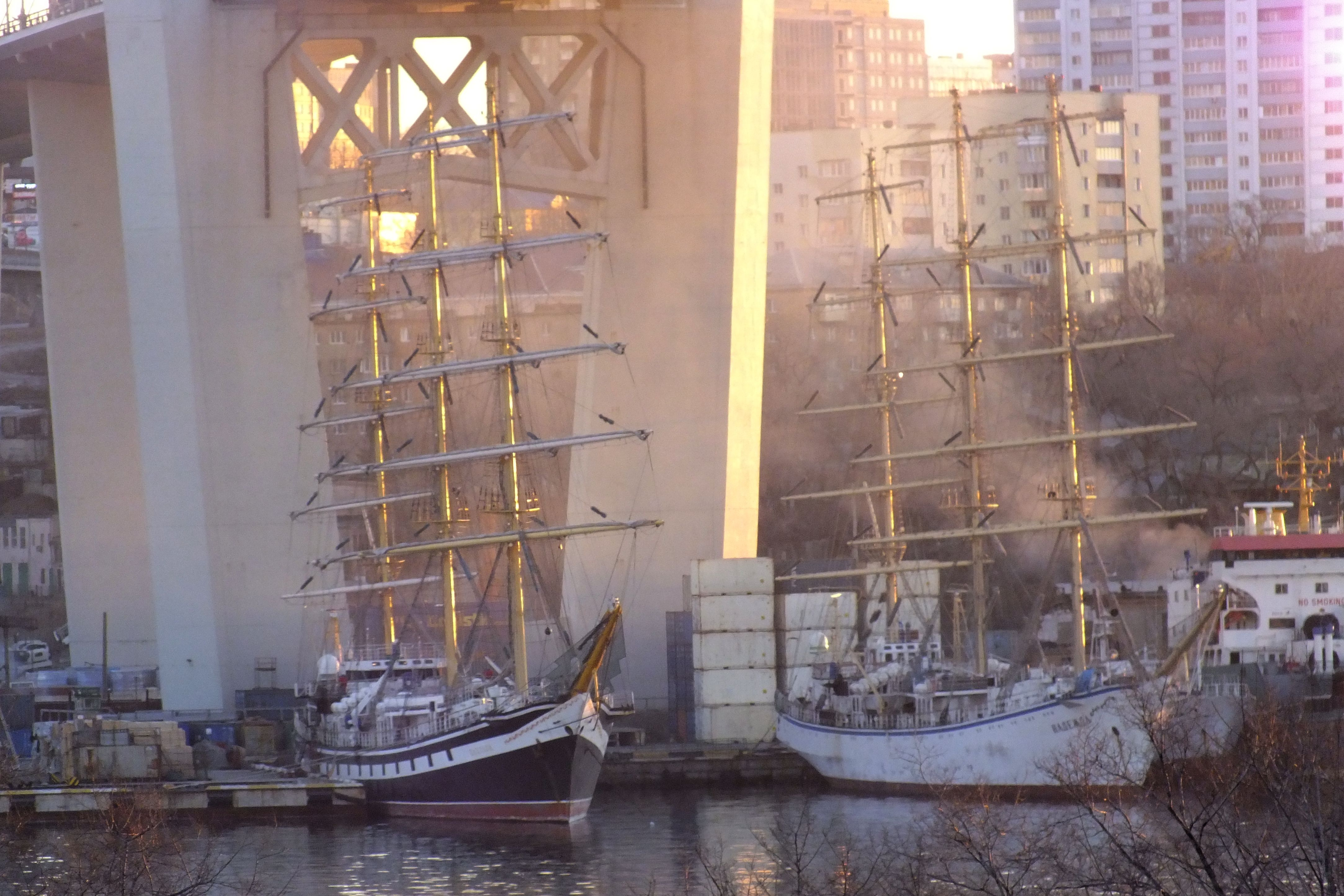